# Историјски архив у Смедереву
Историјски архив у Смедереву је установа културе која се бави заштитом архивске грађе на подручју општине Смедерево. Једини је са таквом надлежношћу на територији Србије.

## Историјат
Историјски архив у Смедереву је основан Одлуком Скупштине општине Смедерево, 6. августа 1992. године. Одлуком о оснивању Историјског архива у Смедереву, Скупштина општина је доделила на коришћење одговарајући простор. Зграда Архива се налази у центру Смедерева, у улици Краља Петра I бр. 2. Оснивањем архива у Смедереву, створени су услови да се сва архивска грађа настала у смедеревском крају, која је била расута по многим градовима широм Србије, сакупи на једном месту. Архив је званично почео са радом 2. јуна 1994. год. са знатним бројем архивских фондова (преко 100), завидном количином архивске грађе (700 дужних метара).

## Архивска грађа
Архивска грађа у Историјском архиву у Смедереву потиче из 19. и 20. века. Од фондова из грађе се по значају издвајају протоколи, односно матичне књиге рођених, венчаних и умрлих и архивски фондови из 19. века: Начелство округа смедеревског (1839–1922), Суд округа смедеревског – Смедерево (1838–1915), Смедеревска задруга АД – Смедерево (1887–1949), као и више архивских фондова насталих између два светска рата, у току и после Другог светског рата.

## Библиотека
Фонд библиотеке је формиран селективно, а посебно се придаје значај набавци књига и часописа који имају за тему прошлост Смедерева и околине. Библиотека архива има задатак да корисницима архивске грађе пружи информације о архивској грађи која је предмет њиховог истраживања. Библиотека је смештена у читаоници архива, и може да прими преко 100 посетилаца на изложбама и предавањима, која се, такође, приређују у овом простору. Архив је приређивао бројне изложбе, предавања и промоције. Изложбе „др Арчибалд Рајс, сведок истине о Србији“, приређиване поводом 80. годишњице пробоја Солунског фронта и „Фрушкогорски манстири“ поводом 800 година манастира Хиландара, организовано је посетило 61. одељење основних и средњих школа и преко 1.450 грађана.